# Железников, Николай Никифорович
Николай Никифорович Железников (1922, Стрельцы, Тамбовская губерния — 26 июля 1978, Тамбов) — командир отделения 26-го отдельного огнеметного батальона, младший сержант — на момент представления к награждению орденом Славы 1-й степени.

## Биография
Родился в 1922 году в селе Стрельцы (ныне — Мордовского района Тамбовской области). Окончил 4 класса. Работал в колхозе, затем трудился рабочим в городе Тамбове.
В октябре 1941 года был призван в Красную Армию. Окончил краткосрочные курсы по подготовке мотористов для береговой артиллерии. На фронте в Великую Отечественную войну с ноября 1941 года. Воевал на Черноморском флоте, окончил курсы младших командиров.
В начале 1943 года был зачислен в 183-ю бригаду морской пехоты. Участвовал в боях на Малой земле, был дважды тяжело ранен. После продолжительного лечения в госпитале зачислен огнемётчиком 26-го отдельного огнемётного батальона, входившего в состав Отдельной Приморской армии. Член ВКП/КПСС с 1944 года. Участвовал в боях за освобождение Крыма.
10 апреля 1944 года вблизи города Керчь младший сержант Железников произвёл рекогносцировку местности в дневных условиях для установки стационарных и траншейных огнемётов на расстоянии 70—80 метров от расположения дотов и дзотов противника, выявив расположение вражеских огневых точек противника. Был ранен, но боевое задание выполнил. В период штурма Керчи его огнемёты нанесли разящий удар по вражеским огневым точкам. В боях за город из личного оружия сразил 8 немецких солдат. Приказом от 2 мая 1944 года награждён орденом Славы 3-й степени.
После окончания боевых действий в Крыму 26-й батальон принимал активное участие в освобождении Карпат. За мужество и отвагу, проявленные личным составом в боях с вражескими захватчиками, батальону было присвоено почётное наименование Карпатского. К тому времени Железников был уже командиром отделения.
21 февраля 1945 года у населённого пункта Рыхвалд, участвуя в отражении атаки разведывательной группы противника, истребил 3-х солдат. 4 марта поджёг дом, в котором засела группа противников, мешавшая продвижению пехоты, из автомата поразил 6 вражеских солдат, чем способствовал продвижению стрелкового подразделения.
Приказом от 23 апреля 1945 года награждён орденом Славы 2-й степени.
7 апреля 1945 года в бою у населённого пункта Тужа ворвался во главе бойцов в занятый неприятелем дом и забросал их гранатами, уничтожил 6 фашистов и захватил пулемёт противника. В ночь на 24 апреля в районе населённого пункта Гожычки при отражении контратаки вывел из строя 8 солдат противника и 2 пленил.
Указом Президиума Верховного Совета СССР от 29 июня 1945 года за исключительное мужество, отвагу и бесстрашие, проявленные в боях с вражескими захватчиками, младший сержант Железников Николай Никифорович награждён орденом Славы 1-й степени. Стал полным кавалером ордена Славы.
После войны демобилизован. Вернулся на родину. Жил в городе Тамбове. Работал на хлебоприёмном пункте, в военизированной охране. Скончался 26 июля 1978 года.
Награждён орденами Славы 3-х степеней, медалями.